# Nerf génito-fémoral
Le nerf génito-fémoral (anciennement appelé nerf génito-crural ou nerf honteux externe) est un nerf sensitif du membre inférieur.

## Origine
Le nerf génito-fémoral est une branche terminale de la partie antérieure du plexus lombal. C'est un un nerf assez volumineux, d'environ 2 mm de diamètre, qui nait des rameaux antérieurs des premier et deuxième nerfs lombaires. 

## Trajet
Le nerf génito-fémoral passe dans un dédoublement du fascia du muscle grand psoas. Au-dessus du ligament inguinal il se divise en deux rameaux : le rameau génital et le rameau fémoral qui passe sous le ligament.

## Terminaison
- La branche génitale contourne la paroi abdominale, suit le ligament rond ou spermatique et innerve le muscle crémaster, le scrotum et la vulve (la motricité du crémaster étant également assurée par le nerf ilio-inguinal). Elle assure l'innervation sensitive des organes génitaux
- La branche fémorale innerve la peau antérieure de la cuisse[1].